# Осьмаки (рід)
Помилка Lua у Модуль:Navbar у рядку 61: Неприпустима назва {{subst:PAGENAME}}.
Осьмаки — український козачий рід. представники роду згадують на Київщині і Полтавщині. На Київщині дуже багато представників цього роду мешкало і донині мешкає в с.Гоголів на Київщині.

## Представники
- Осьмак Іван
- Осьмак Кирило Іванович — діяч УНР і ОУН, президент УГВР;
- Осьмак Василь Олександрович — український архітектор, який збудував багато споруд в Києві;
- Осьмак Мойсей — міський голова Гоголева у XIX ст., дід Василя Олександровича Осьмака;